# Fontaine de Griffoul
La fontaine de Griffoul est une fontaine des XVIIe et XVIIIe siècles, située à Gaillac, dans le Tarn, en région Occitanie (France).

## Description

### Origine
La fontaine de Griffoul est une vasque ronde, ornée d'emmarchements l'entourant et menant vers un bassin. De plus, une riche ornementation composée de masques et de guirlandes est visible sur la vasque, surmontée en son centre par une lourde ornementation. Cette dernière est composée d'un socle rectangulaire possédant sur chaque face une tête de lion, que surplombe une urne supportant un coq chantant (l'emblème de la ville de Gaillac), ainsi que quatre figurines, dont deux représentant Silène faisant l’éducation de Bacchus. Le tout est en plomb. On estime que la date de création de l'ensemble n'est pas unique. En effet, il semblerait que l'ornementation en plomb (les lions, le coq et les figurines) datent du XVIIe siècle, là où la vasque et les autres parties en pierre seraient du XVIIIe siècle. Cela signifierait donc que l'ornementation desservait originellement une autre fonction (peut-être servait-elle déjà sur une fontaine), et que le reste a ensuite été ajouté un siècle plus tard. D'autres sources affirment que la fontaine est déjà existante plus tôt, au XVIe siècle, voire au XVe siècle.
La fontaine de Griffoul est ensuite classée monument historique par arrêté du 26 mars 1942.

### Histoire
L'histoire de la fontaine du Griffoul livre de nombreuses anecdotes, bien souvent en lien avec du vandalisme. Ainsi, déjà au XVIIIe siècle, en 1760, deux des figurines de plomb sont dérobées, pour être retrouvées quelque temps après à Albi. De même, en 1768, l'un des consuls de la ville de Gaillac se plaint de la présence d'excréments dans la vasque. En 1914, des soldats français ont pris pour cible avec leur arme de service l'ornementation de plomb qui a subi quelques dégâts. Des travaux de restauration sont entrepris entre 1960 et 1980, par Marcel Jauze et Michel Bertincourt.
En 2007, le coq chantant est volé, puis retrouvé, et par souci de sa préservation, l'ornementation de plomb est depuis conservée au musée des Beaux-Arts de Gaillac, celle qui orne encore la fontaine n'étant désormais qu'une simple copie exacte, en résine. Cela n'empêche pas un nouveau vol, en 2012, d'une partie des fac-similés qui ont remplacé les originaux. De plus, la fontaine est régulièrement touchée par le vandalisme, comme en 2015 lorsque les tuyaux sont brisés pendant une nuit. En 2016, de nouveaux travaux d'entretien sont entrepris.

## Galerie

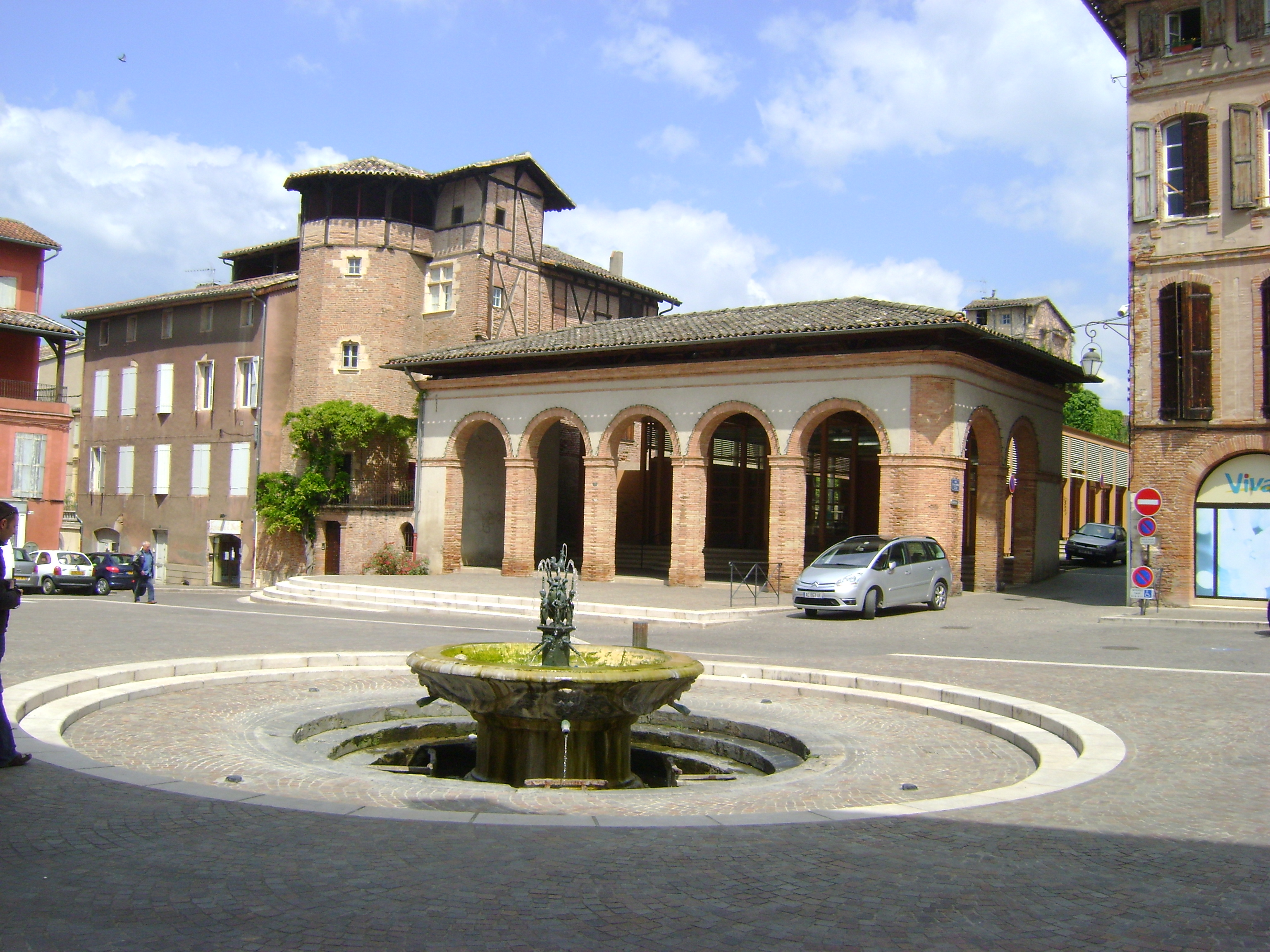
La fontaine de Griffoul, au milieu de la place Thiers.
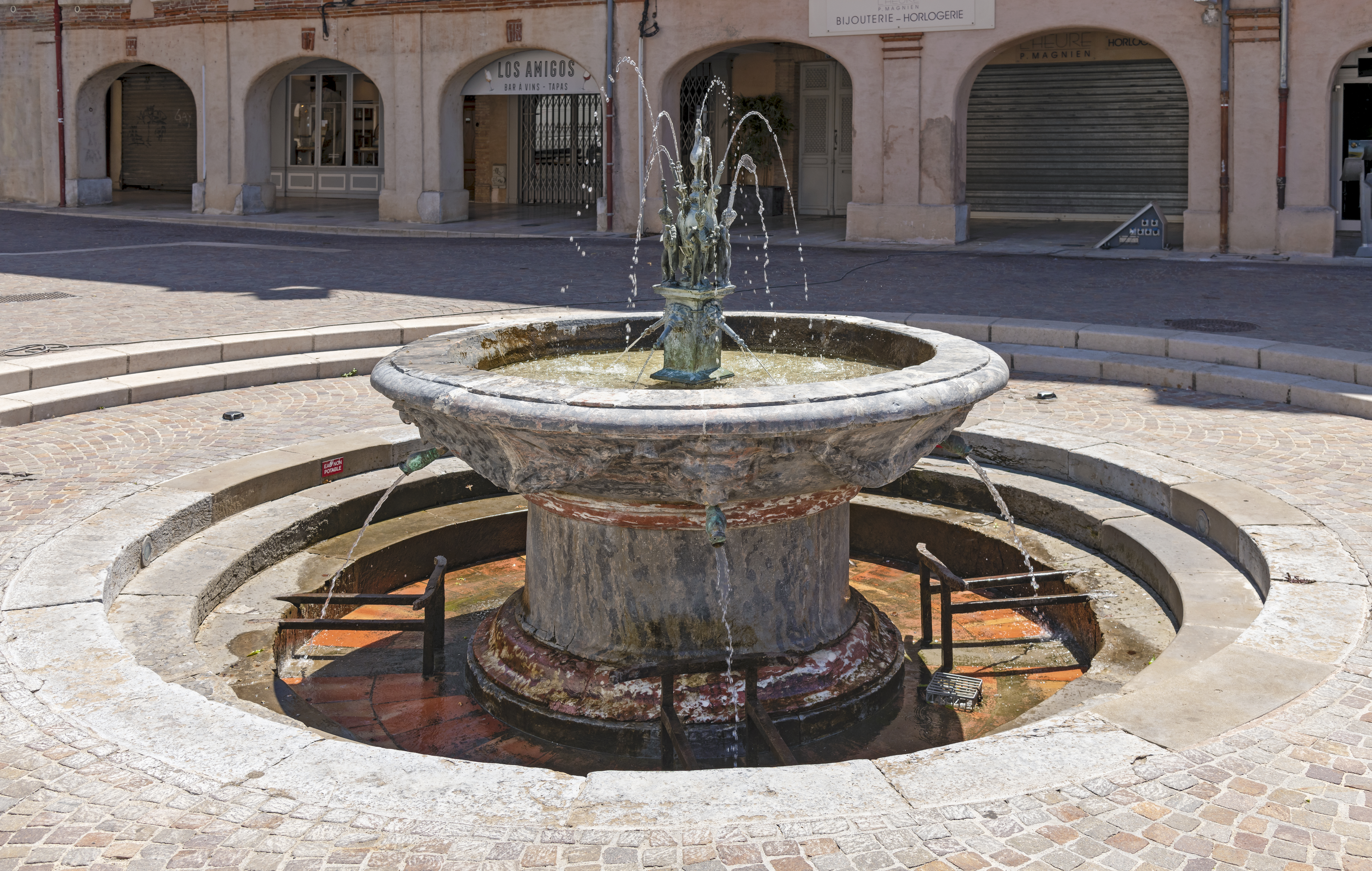
Détail de la fontaine
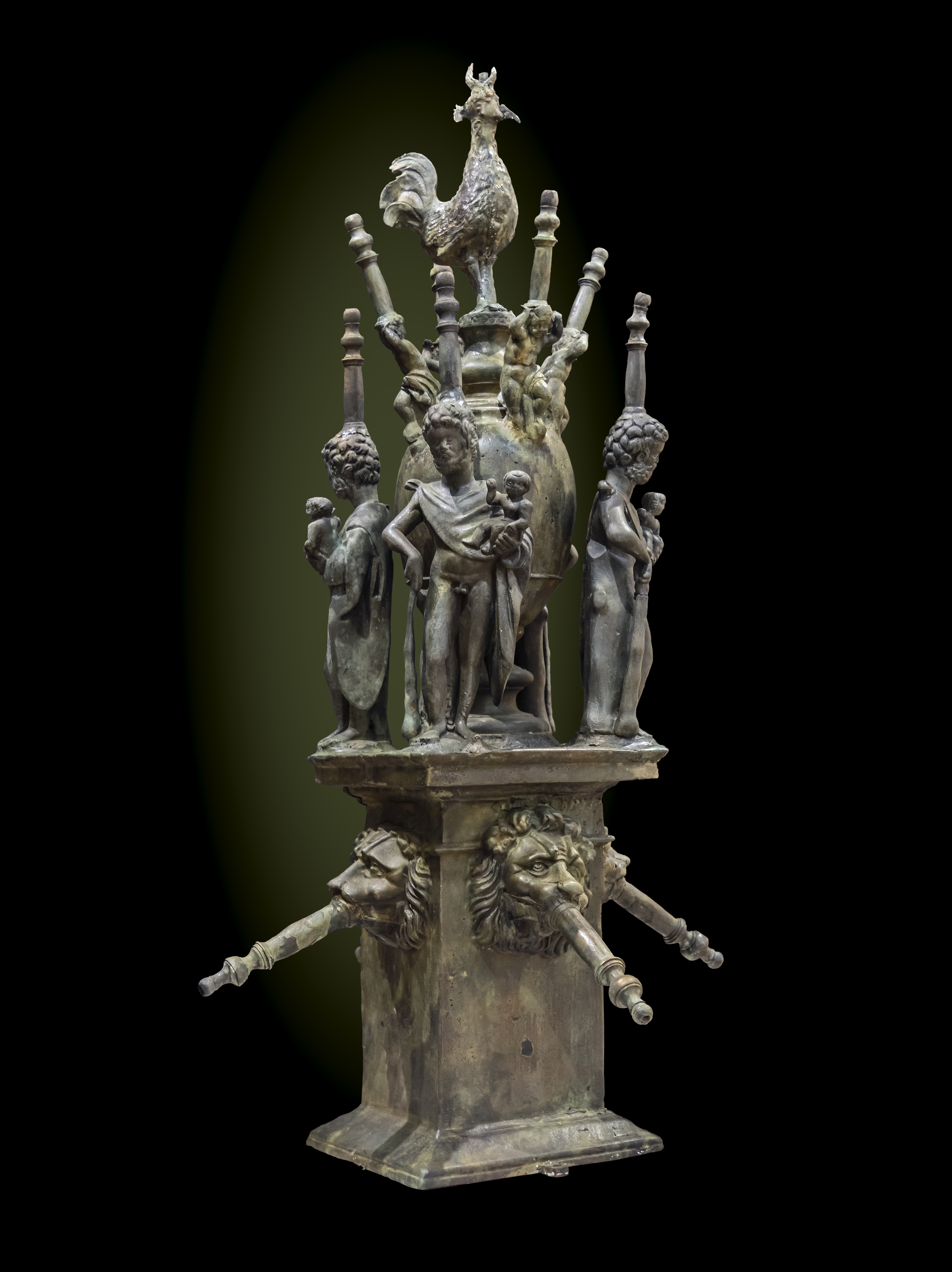
Ornementation supérieure de la fontaine, musée des Beaux-Arts de Gaillac
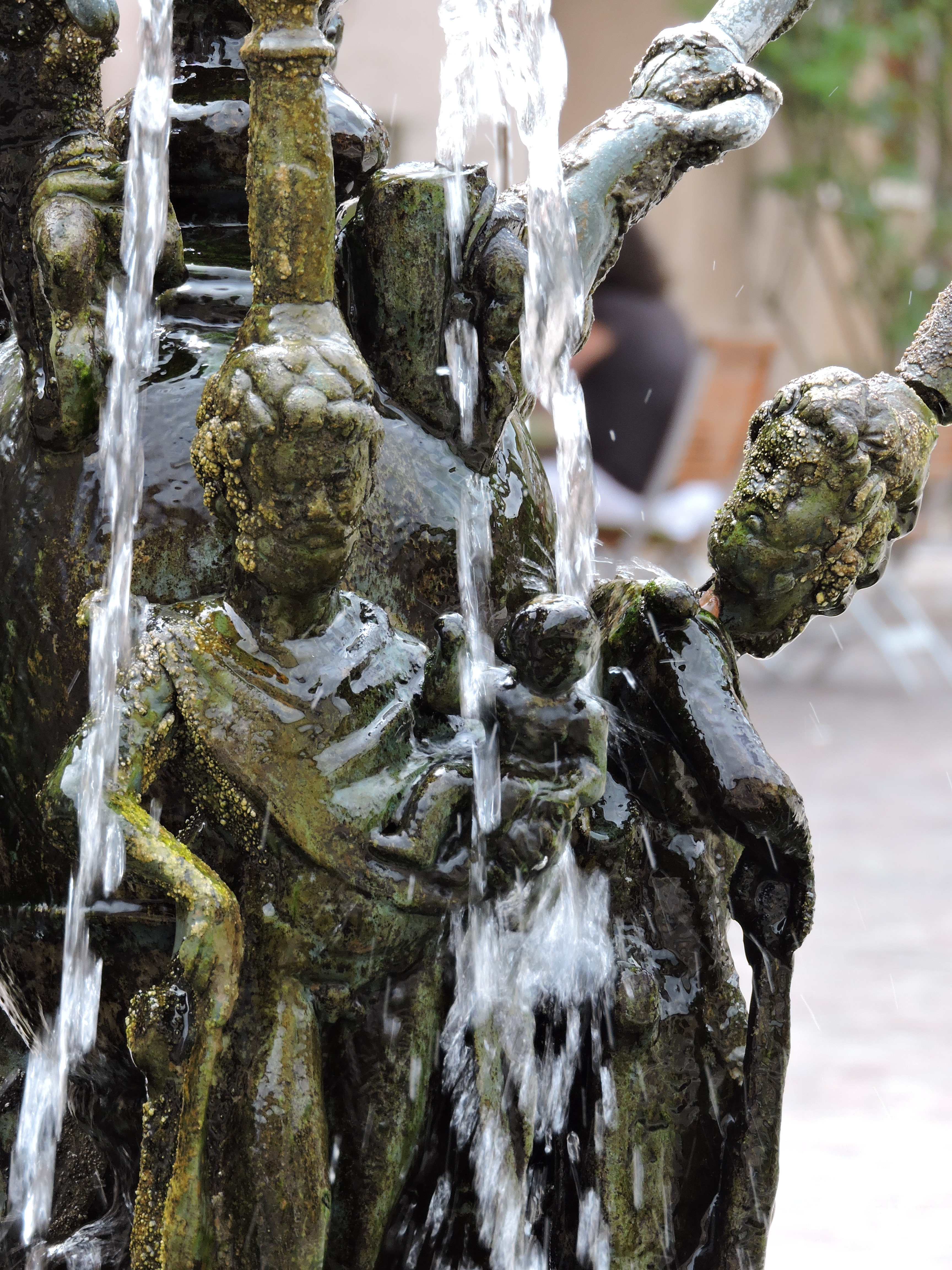
Détail de l'ornementation

## La fontaine dans l'art

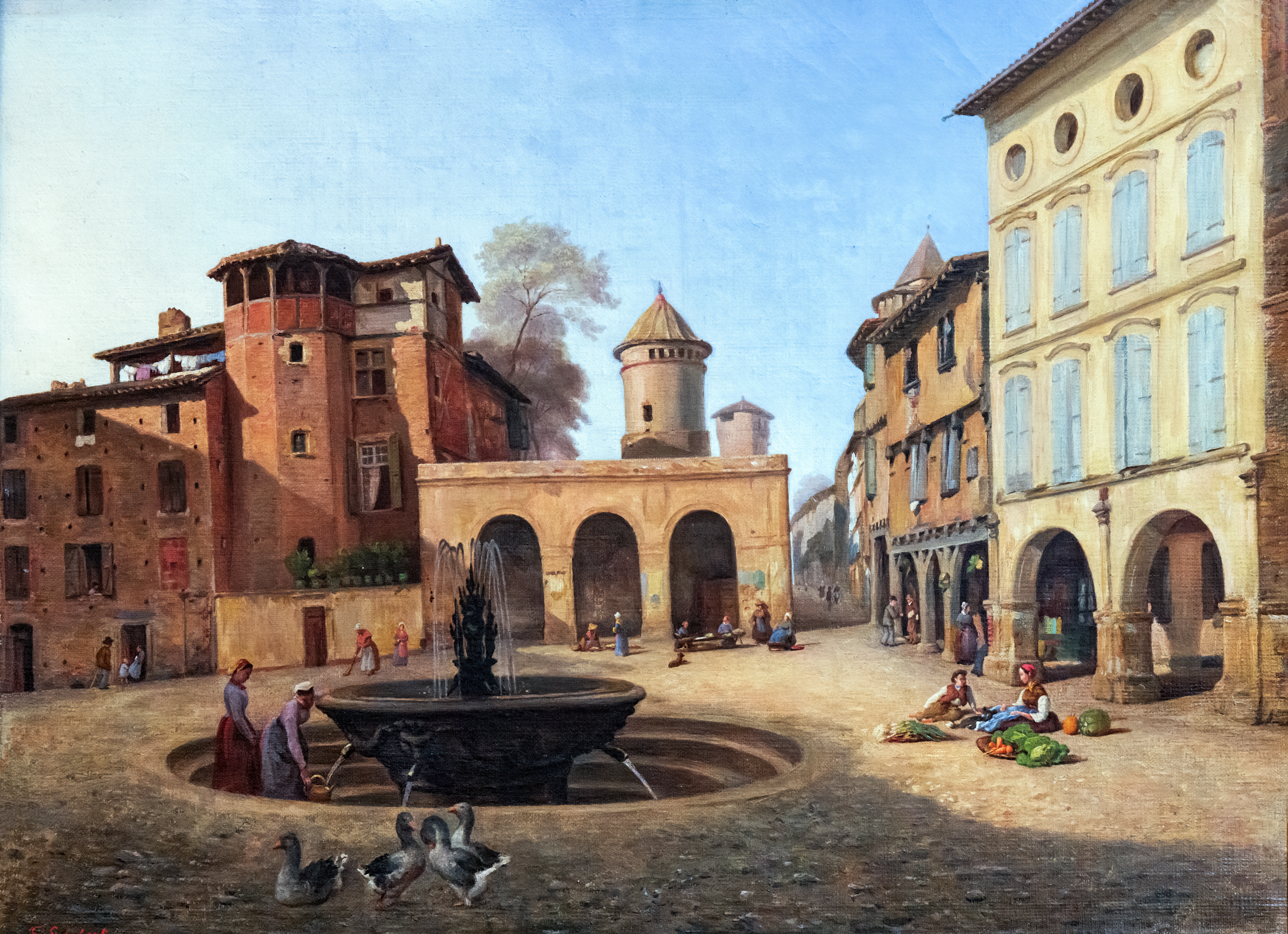
Place de la fontaine de Gaillac (Griffoul) - Firmin Salabert vers 1850
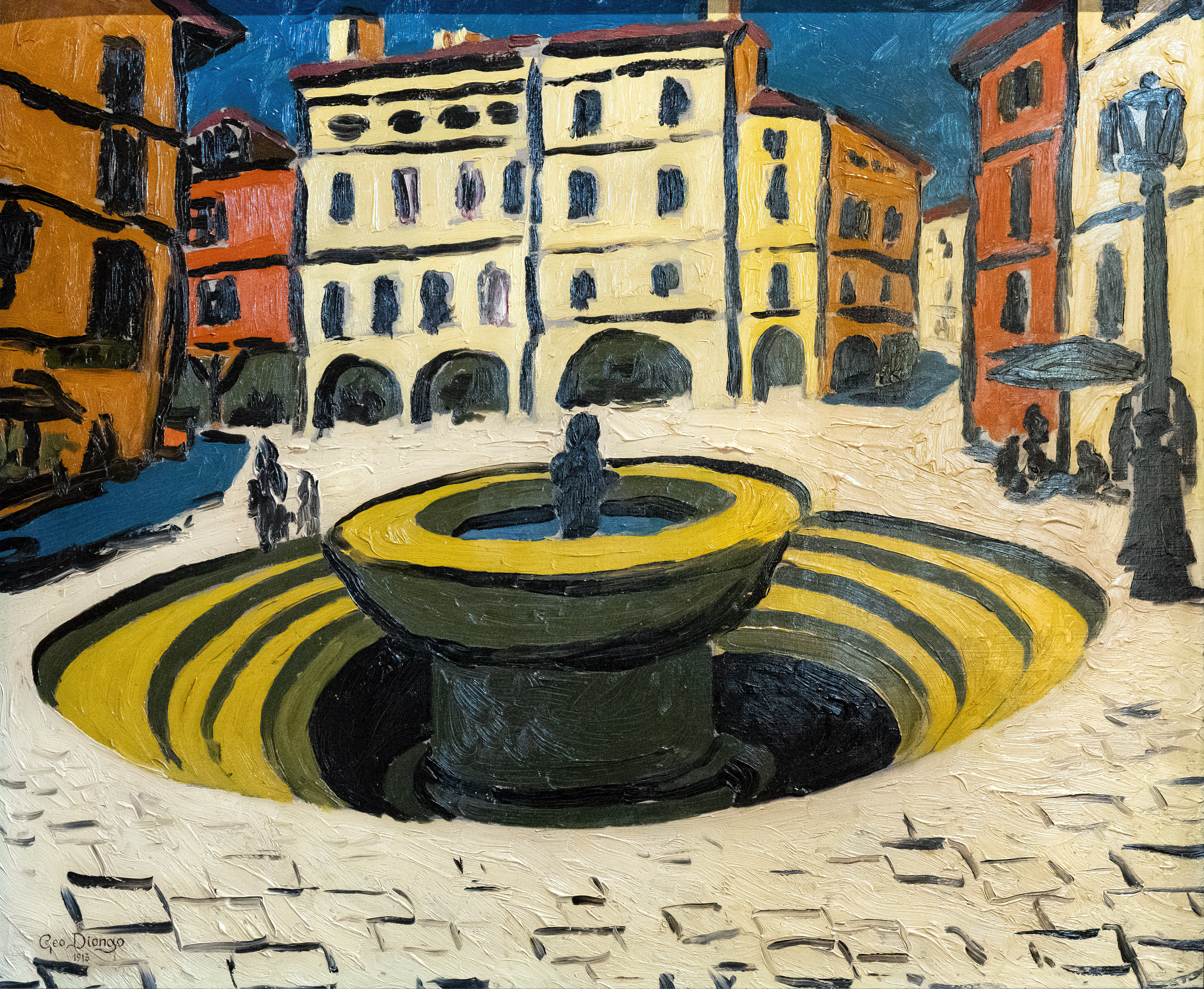
La place du Griffoul - Georges Gaudion (1913)